# Bernard Hugo (homme politique, 1925-2001)
Pour les articles homonymes, voir Hugo.
Pour les articles homonymes, voir Bernard Hugo et Bernard Hugo (homme politique, 1930-2021).
Bernard Hugo, né le 4 mai 1925 et mort le 15 octobre 2001, est un homme politique français. Il est notamment sénateur de l'Ardèche et maire d'Aubenas.

## Biographie
Professeur d'histoire-géographie de profession, il deviendra ensuite proviseur de lycée. La carrière politique d'Hugo commence en mars 1965, quand il fait son entrée au conseil municipal d'Aubenas sous la direction de Pierre Charnay. Grâce à son implantation, il deviendra premier-adjoint le 27 mars 1971, lors de l'élection de Jean Moulin au poste de maire. Mais Moulin démissionne deux ans plus tard à la suite de sa défaite aux législatives de mars 1973 et c'est Bernard Hugo qui, naturellement, lui succède et il restera à la mairie pendant vingt deux ans où il fera agrandir la ville avec la création de la zone commerciale, la population atteindra le seuil des 12 000 habitants en 1975 avant de se stabiliser à 11 000, transfert de la mairie au commissariat en 1986, signature pacte d'amitié avec Palamós en 1988, mise en place du tunnel de Baza fini en 1996... 
Candidat aux cantonales du 7 et 14 mars 1976, il est battu par le socialiste Jean-Marie Alaize sur le canton d'Aubenas (il est aussi battu dans sa ville), l'année suivante, il est brillamment réélu maire avec 55,65 % des suffrages contre la liste PS de Michel Azéma et le 28 septembre 1980, il fait son entrée au Sénat comme représentant de l'Ardèche à la suite de sa victoire au second tour avec Henri Torre en battant les sénateurs sortants Pierre Jourdan et Paul Ribeyre. Le 14 mars 1982, il prend sa revanche sur Alaize en le battant au premier tour lors des cantonales avec 52,25 % des voix et l'année suivante il est réélu pour un troisième mandat de maire à Aubenas avec plus de 57 % des voix contre Robert Eymery. Avec à ses mandats de sénateur, maire et conseiller général, Bernard Hugo s'impose comme l'homme fort du sud Ardèche. En octobre 1988, il est réélu conseiller général dans une triangulaire avec près de 39 % contre Eymery 36 % et Pierre Chastanier (UDF) 25 % et quelques mois plus tard Bernard Hugo est réélu maire avec 42,72 % lors d'une triangulaire face à une liste DVD dissidente et l'autre PS puis en septembre 89, il garde son siège de sénateur avec plus de 59 % contre Michel Teston (petit fils de l'ancien député Édouard Froment). Grâce à son action et son soutien, il permet l'élection de Jean-Marie Roux comme député en 1993 mais il ne peut empêcher le basculement à gauche du canton d'Aubenas en 1994. Il soutient Jacques Chirac à la présidentielle de 1995 mais le 18 juin suivant, Bernard Hugo est battu à la surprise générale par Stéphane Alaize lors des municipales en recueillant 47,20 % contre 52,80 pour le candidat socialiste. À la suite de sa défaite, Hugo prendra la décision de ne pas siéger dans l'opposition municipal et il se retire de la vie politique en 1998 quand il ne se représente pas aux sénatoriales et c'est Teston qui récupéra son siège. Bernard Hugo décède le 15 octobre 2001 à Aubenas à l'âge de 76 ans.

## Détail des fonctions et des mandats
Mandat parlementaire
- 28 septembre 1980 - 30 septembre 1998 : Sénateur de l'Ardèche

Mandat locaux
- 21 mars 1965 - 27 mars 1971 : Conseiller municipal d'Aubenas
- 27 mars 1971 - 11 mars 1973 : Premier-adjoint d'Aubenas
- 11 mars 1973 - 26 juin 1995 : Maire d'Aubenas
- 14 mars 1982 - 27 mars 1994 : Conseiller général du canton d'Aubenas